# سیستم بین‌المللی اندازه‌گیری کمیت‌ها
سیستم بین‌المللی اندازه‌گیری کمیت‌ها (انگلیسی: International System of Quantities) یا (ISQ) کمیت‌های مورد استفاده در فیزیک و به‌طور کلی در علم مدرن را شامل می‌شود که با کمیت‌های اساسی مانند طول و جرم و رابطه‌های بین آن کمیت‌ها شروع می‌شود. [a] این سیستم زیربنای دستگاه بین‌المللی یکاها (SI) [b] است، اما خود واحدهای اندازه‌گیری مورد استفاده برای کمیت‌ها را تعیین نمی‌کند.
این سیستم به‌طور رسمی در استاندارد ISO/IEC 80000 چند قسمتی ISO توصیف شده‌است (همچنین بسیاری از مقدارهای دیگر مورد استفاده در علم و فناوری را تعریف می‌کند)، که برای نخستین بار در سال ۲۰۰۹ تکمیل شد و به‌دنبال آن بازنگری و توسعه یافت.

## کمیت‌های پایه
کمیت‌های پایه یک سیستم معین از کمیت‌های فیزیکی زیرمجموعه‌ای از آن کمیت‌ها هستند، که در آن هیچ کمیت پایه را نمی‌توان بر حسب بقیه بیان کرد، اما جایی که هر کمیت در سیستم را می‌توان بر اساس کمیت‌های پایه بیان کرد. در این محدودیت، مجموعه مقادیر پایه بر اساس قرارداد انتخاب می‌شود. ISQ هفت کمیت پایه را تعریف می‌کند. نمادها برای آنها، مانند مقدارهای دیگر، به صورت مورب نوشته شده‌است.
بعد یک کمیت فیزیکی شامل قدر یا واحد نمی‌شود. نمایش نمادین متعارف بعد کمیت پایه، یک حرف بزرگ تک در نوع رومی (عمودی) سنز-سریف[c] است.